# Форум на Траян
Форумът на Траян (на латински: Forum Traiani) е хронологически последния от императорските форуми в Рим. Проектиран е от архитекта Аполодор от Дамаск.

## История
Форумът е построен по заповед на император Траян и бил украсен с трофеи, взети след завладяването на Дакия през 106 г.. Според римския алманах Fasti Ostiensi форумът е открил през 112 г., а колоната на Траян през 113 г.
За построяването били необходими обширни изкопни работи. Взети са части от хълмовете Квиринал и Капитолий.
Възможно е, изкопните работи да са започнали още по времето на император Домициан, но проекта на форума напълно е дело на Аполодор от Дамаск, който съпровождал император Траян в дакийската кампания.

## Строеж
Форум представлял голяма колонада с размери 200 на 120 м. с екседри (полукръгли дълбоки ниши с места за сядане до стените) от двете страни. Главният вход на форума от южната страна, има триумфална арка увенчана с колесница, с впрегнати 6 коня.
Основната сграда на форума е Базилика Улпия с дължина 170 м и ширина 60 м. Това е най-голямата базилика, строена в Римската империя. Намирала се от северния край на колонадата. Покрита е с бял мрамор и украсена с голяма конна статуя на Траян.
Наоколо са представени сцени сцени от двете войни с даките, в които са изобразени 2500 персонажи.
На север от базиликата е била разположена по-малка колонада и храм, посветен на божествения Траян. На север от базилика Улпия имало 2 библиотеки, едната с латински документи, другата с гръцки. Между двете библиотеки стояла 38 метровата колона на Траян.
Към този форум принадлежи и пазара на Траян. Той също е дело на Аполодор. Там са били разположени над 150 магазинчета, кръчми и пунктове за раздаване на храна на бедните. От тези магазини са запазени мозайки, фрески и дори счетоводни сметки по стените.
В средата на IV век император Констанций II по време на посещението си в Рим е възхитен от конната статуя на Траян и околните сгради. Визитата на императора и сградите на форума за описани от древноримския историк Амиан Марцелин.
В наше време са се запазили само части от пазара и колоната на Траян.

## Галерия
- Фриз с орела на Юпитер и лавров венец украсявал преди форума, а днес църквата Свети апостоли.
- Статуите на пленени дакийци и голяма част от фризовете, украсяващи Арката на Константин, са взети от форума на Траян.